# Stazione di Minamidaira
La stazione di Minamidaira (南平駅?, Minamidaira-eki) è una stazione ferroviaria situata a Hino, città conurbata con Tokyo, e serve la linea Keiō della Keiō Corporation.

## Linee
Keiō Corporation
● Linea Keiō

## Struttura
La stazione dispone di due marciapiedi laterali con due binari passanti in superficie.
| 1 | ● Linea Keiō | per Kitano, Keiō-Hachiōji e Takaosanguchi                                                     |
| 2 | ● Linea Keiō | per Fuchū, Chōfu, Meidaimae, Sasazuka, Shinjuku e linea Shinjuku della metropolitana di Tokyo |

## Stazioni adiacenti
| «                                 | Servizio                         | »                  |
| Linea Keiō                        | Linea Keiō                       | Linea Keiō         |
| --------------------------------- | -------------------------------- | ------------------ |
| Takahatafudō                      | Locale Rapido Espresso sezionale | Hirayamajōshi-kōen |
| Tutti gli altri treni non fermano |                                  |                    |